# ماریا آرونسون
ماریا آرونسون (انگلیسی: Maria Aronsson؛ زادهٔ ۲۳ دسامبر ۱۹۸۳) بازیکن فوتبال اهل سوئد است.
از باشگاه‌هایی که در آن بازی کرده‌است می‌توان به باشگاه فوتبال روزنگرد و باشگاه فوتبال لینشوپینگ اشاره کرد.
وی همچنین در تیم ملی فوتبال زنان سوئد بازی کرده‌است.